# ザ・フラッシュ!
『ザ・フラッシュ!』は宝塚歌劇団によって制作された舞台作品。花組公演。形式名は「グランド・ショー」。18場。作・演出は小原弘稔。併演作品は『春の風を君に…』。

## 公演期間と公演場所
- 1991年1月1日 - 2月12日　宝塚大劇場[1]
- 1991年4月3日 - 4月29日　東京宝塚劇場[2]

## 解説
※宝塚100年史（舞台編）の宝塚大劇場公演参考。
1990年代の幕開けにふさわしく、花組ならではの華麗で迫力あるダンシングの魅力を十二分に満喫していただくショー作品。題名の"フラッシュ"は、今充実期の絶頂を迎えた感のある大浦みずきをはじめ、花組全体の舞台でのきらめきを意味している。

## スタッフ
※氏名の後ろに「宝塚」「東京」の文字がなければ両劇場共通。
- 作曲・編曲：吉崎憲治・寺田瀧雄・高橋城
- 作曲：橋本和明
- 編曲：橋本和明（宝塚）、伊沢一郎（東京）
- 振付：羽山紀代美・尚すみれ・リンダ・ヘーパーマン
- 振付助手：立ともみ
- 装置：関谷敏昭
- 衣装：任田幾英
- 照明：今井直次
- 小道具：万波一重
- 効果：中屋民生
- 音響監督：松永浩志
- 音楽録音演奏：西川啓光・藤舎華鳳
- 演出補：村上信夫
- 演出助手：中村一徳
- 舞台進行：高階弘之
- 制作：飯島健
- 製作担当：横山善二（東京）

## 主な配役
宝塚
- 紳士S、踊る男S、猩々、青年 - 大浦みずき
- 紳士A、青年、猩々、マン - 朝香じゅん
- 淑女、メイドA、踊る女、美女 - ひびき美都
- 紳士A、踊る男A、猩々、ドール、青年 - 安寿ミラ
- 紳士A、踊る男A、猩々、踊る・歌う青年 - 真矢みき
- 歌う淑女 - 北小路みほ
- 歌う青年 - 未沙のえる・橘沙恵・大舞夏織
- 紳士、踊る男 - 磯野千尋
- 淑女A、貴婦人、歌手 - 梢真奈美
- 淑女、歌手、エトワール - 峰丘奈知
- 紳士 - 舵一星
- 踊る女 - 夏目佳奈・詩乃優花・夢乃千琴
- 踊る男 - 宝樹芽里
- 淑女、踊る女、美女 - 香坂千晶・華陽子
- 紳士、カルテットの青年 - 愛華みれ・真琴つばさ
- 紳士、踊る男 - 香寿たつき
- 踊る男 - 紫吹淳・匠ひびき
- カルテットの女 - 夏城令・汐風幸
- 淑女、踊る女 - 森奈みはる・白城あやか

東京の変更点
- 第3場　歌う淑女 - 詩乃優花
- 第7場　踊る女 - 霧原翔子
- 第18場(A)　踊る淑女 - 香坂千晶